# Elektrozavodskaïa (métro de Moscou, ligne Arbatsko-Pokrovskaïa)
Elektrozavodskaïa (en russe : Электрозаво́дская et en anglais : Elektrozavodskaya) est une station de la ligne Arbatsko-Pokrovskaïa (ligne 3 bleue) du métro de Moscou, située sur le territoire du raïon Sokolinaïa Gora dans le district administratif est de Moscou.

## Situation sur le réseau
Établie en souterrain, à 32 mètres sous le niveau du sol, la station Elektrozavodskaïa est située au point 071+24,2 de la ligne Arbatsko-Pokrovskaïa (ligne 3 bleue), entre les stations Semionovskaïa (en direction de Chtchiolkovskaïa), et Baumanskaïa (en direction de Piatnitskoïe chosse).

## Histoire
Construite d'après le projet d'architectes Vladimir Chtchouko, Vladimir Helfreich et Igor Rojine (ru), la station Elektrozavodskaïa est mise en service le 15 mai 1944, sur la section déjà en exploitation de Kourskaïa à Partizanskaïa.